# Церковь Успения Пресвятой Богородицы (Калитвенская)
Церковь Успения Пресвятой Богородицы — православный храм в станице Калитвенской Каменского района Ростовской области. Входит в состав Каменского благочиния Шахтинской епархии Русской православной церкви.

## История
Каменная церковь с фундаментом из местного кремнистого камня  —  Успения Пресвятой Богородицы в станице Калитвенская Каменского района Ростовской области строилась около 1809—1833 годов по проекту архитектора И. Е. Старова. Освящена в 1833 году. Храм находится в 425 метрах от реки Северский Донец. Храм построен в виде разностороннего креста, помещение внутри — в виде квадратной палаты. Алтарь троечастный, разделен двумя поперечными арками; в южном и северном предалтариях устроены выполнены приделы. Своды в алтаре покоятся на столбах.
Храм построен в стиле классицизма с четырёхколонными порталы на трёх сторонах здания, с порталом двухъярусной колокольни, имеет голубой купол с позолоченными крестами. Иконостас храма создавался с участием итальянских мастеров. Иконостас Коринфского устройства, резной из дерева, резьба «петрушечная». Средний иконостас двойной: средняя часть иконостаса имеет три яруса, арка над ним имеет пять ярусов. Боковые — придельные иконостасы выполнены в четыре яруса. Стены храма расписаны.
В храме имеется три придела:
- Главный придел храма — в честь Успения Пресвятой Богородицы;
- Северный придел храма — в честь Димитрия Солунского;
- Южный придел храма — в честь Иоанна Предтечи.

В 1872 году вокруг храма была установлена ограда.
Церковь строилась на средства прихожан. Помощь в финансировании строительства оказывал войсковой старшина Андрей Евстафьевич Хорошилов.
В годы Великой Отечественной войны храм был закрыт, подвергался обстрелам. Позднее в здании дважды в здании храма возникали пожары. После войны в здании храма был склад удобрений. В конце 1980-х годов здание расчищалось, восстанавливалось. Реставрация храма проходила также с 2006 года.
Ныне храм действующий. Относится к Шахтинской и Миллеровской епархии, Каменское благочиние. Богослужения в храме совершаются в воскресные дни, в двунадесятые и великие праздники.
Около храма находится церковный колодец, широко известный с конца XIX века, благодаря целебным свойствам его воды.
При церкви находятся захоронения прихожан: И. С. Семенова, Е. Ф. Федорова и А. А. Финляндского.

## Святыни храма
В церкви Успения Пресвятой Богородицы хранится рака с частицами святых православной церкви.

Виды церкви
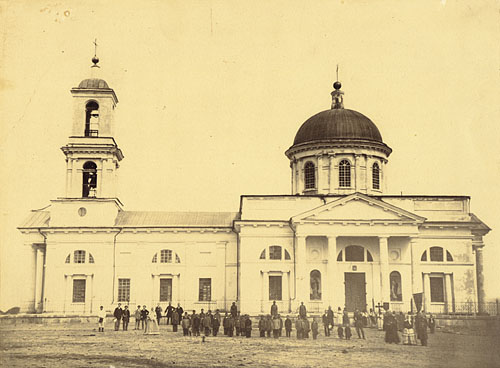
Церковь до Октябрьской революции
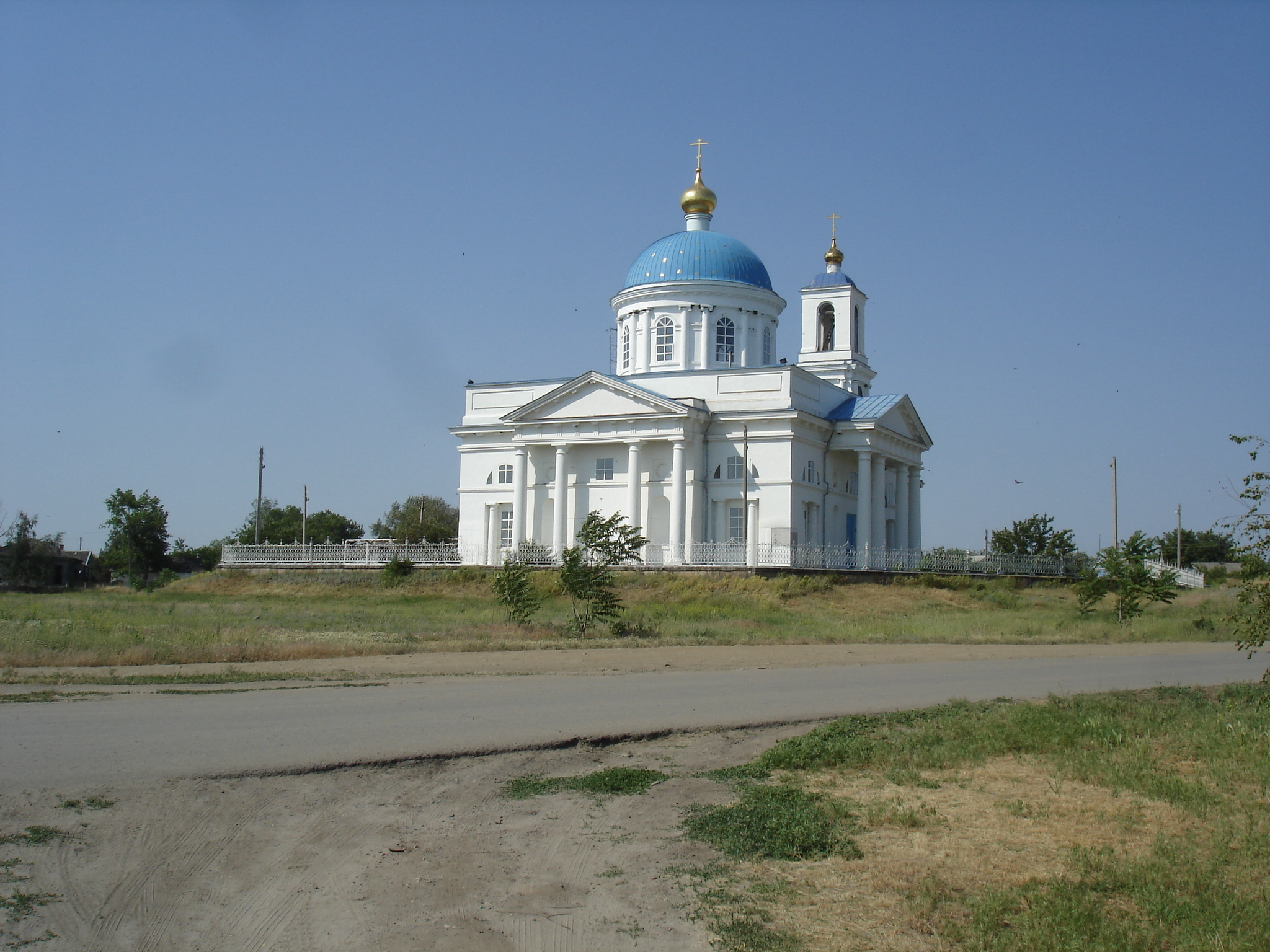
Церковь в 2014 году
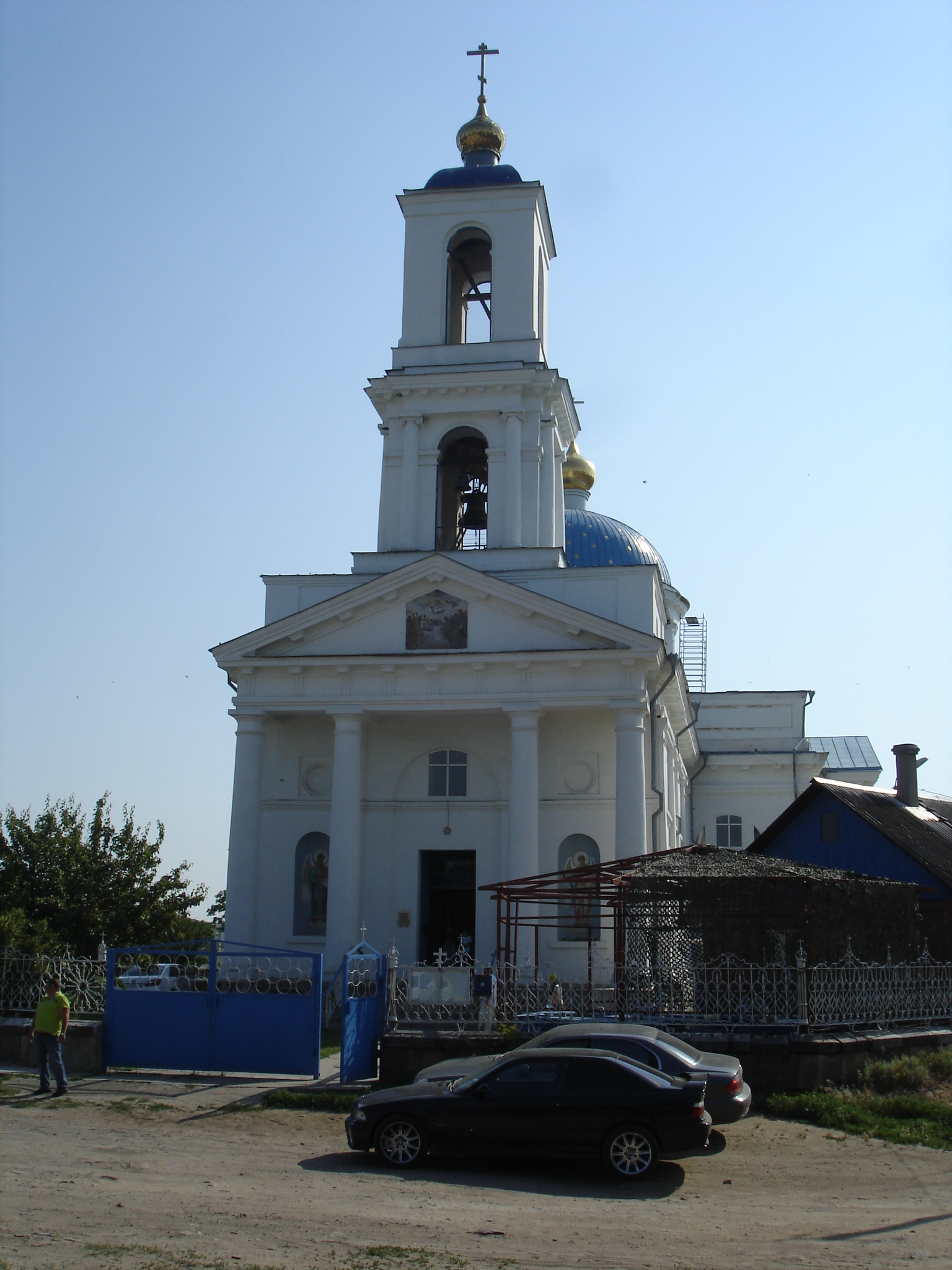
Колокольня церкви, 2014 год
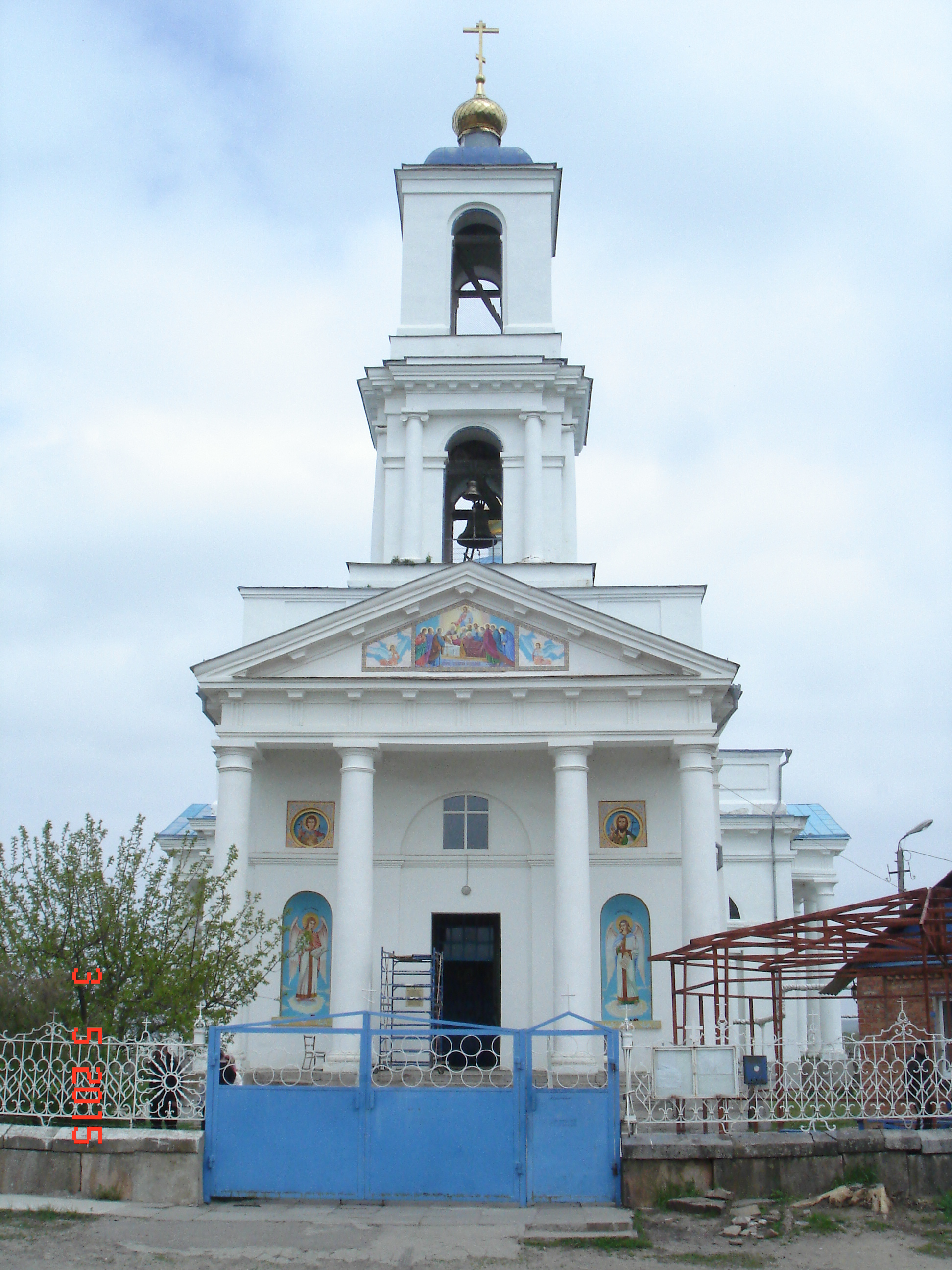
Колокольня церкви, 2015 год